# Vidyavihar
Vidyavihar è una suddivisione dell'India, classificata come municipality, di 14.366 abitanti, situata nel distretto di Jhunjhunu, nello stato federato del Rajasthan. In base al numero di abitanti la città rientra nella classe IV (da 10.000 a 19.999 persone).

## Geografia fisica
La città è situata a 28° 23' 13 N e 75° 34' 38 E.

## Società

### Evoluzione demografica
Al censimento del 2001 la popolazione di Vidyavihar assommava a 14.366 persone, delle quali 8.574 maschi e 5.792 femmine. I bambini di età inferiore o uguale ai sei anni assommavano a 1.194, dei quali 619 maschi e 575 femmine. Infine, coloro che erano in grado di saper almeno leggere e scrivere erano 11.883, dei quali 7.625 maschi e 4.258 femmine.